# Carl Stenhammar
Carl Stenhammar, född den 21 maj 1782 i Västra Eds socken, Kalmar län, död den 31 juli 1827 på Karlberg i Solna socken, Stockholms län, var en svensk naturforskare och författare. 
Stenhammar studerade medicin vid Uppsala universitet, men var vetenskapligt främst aktiv som botanist. Han blev student 1801, avlade medicinsk-filosofisk examen 1811, medicine kandidatexamen 1813, medicine licentiatexamen 1814 samt disputerade för doktorsgrad 1817 och promoverades samma år till medicine doktor. Efter olika läkarförordnaden blev han 1814 botanisk demonstrator vid Karolinska institutet och utnämndes 1818 till professor i naturalhistoria där. Stenhammar innehade ett värdefullt fackbibliotek och ett rikt herbarium men publicerade i ringa utsträckning sina vetenskapliga rön. Under studietiden publicerade Stenhammar några mindre litterära bidrag till Phosphoros, Polyfem och Svensk litteraturtidning. Han var en av stiftarna av sällskapet Vitterhetens vänner.
Stenhammar var son till prosten Adolf Stenhammar i dennes andra äktenskap, bror till Christian Stenhammar samt halvbror till Mathias och Johan Stenhammar. Han var gift med  Paulina Josephson, dotter till ekonomidirektören Abraham Josephson av släkten Josephson vid Krigsakademien på Karlberg.